# Triumfetta paradoxa
Triumfetta paradoxa är en malvaväxtart som först beskrevs av Friedrich Welwitsch och William Philip Hiern, och fick sitt nu gällande namn av Thomas Archibald Sprague och Hutch.. Triumfetta paradoxa ingår i släktet triumfettor, och familjen malvaväxter. Inga underarter finns listade i Catalogue of Life.